# Vera (Santa Fé)
Vera é uma comuna do Departamento Vera, província de Santa Fé, República Argentina. A 255 km da cidade de Santa Fé.